# Justin McCarthy
Ne doit pas être confondu avec Justin MacCarthy.
Pour les articles homonymes, voir Justin MacCarthy (homonymie).
Justin A. McCarthy (né le 19 octobre 1945) est un historien, démographe et professeur d'histoire à l'université de Louisville au Kentucky. 

## Carrière
Il a obtenu son doctorat en 1978 à l'université de Californie à Los Angeles, et un diplôme postdoctoral en démographie à l'université de Princeton. Il a présidé le département d'histoire de l'université de Louisville de 1986 à 1992, et en a reçu une distinction honorifique en 1996.
Il a également enseigné à l'université technique du Moyen-Orient d'Ankara, à l'université de Princeton, à l'université du Bosphore (Istanbul) et à l'université de Londres.
Toutefois, l'objectivité du travail de McCarthy est souvent remis en question, suspecté d'obtenir de la Turquie et de l'Azerbaïdjan des subventions pour mener à bien ses travaux.

## Distinctions
- Docteur honoris causa de l'université du Bosphore (1985)
- Docteur honoris causa de l'université Süleyman-Demirel d'Alma-Ata (2000)

## Ouvrages
- The Arab World, Turkey, and the Balkans (1878-1914): A Handbook of Historical Statistics, Boston, G. K. Hall and Co., 1982.
- Muslims and Minorities: The Population of Ottoman Anatolia and the End of the Empire, New York-Londres, New York University Press, 1983 (traduit en turc).
- Turks and Armenians. A Manual on the Armenian Question, Washington, ATAA, 1989 (avec Carolyn McCarthy).
- The Population of Palestine: Population History and Statistics of the Late Ottoman Period and the Mandate, New York, Columbia University Press, 1990.
- Death and Exile. The Ethnic Cleansing of Ottoman Muslims (1821-1922), Princeton, Darwin Press, 1995 (traduit en turc, en arabe et en bulgare).
- The Ottoman Turks: An Introductory History to 1923, Londres, Longman, 1997, réédition Routledge, 2013 (traduit en italien).
- The Ottoman Peoples and the End of Empire, Londres-New York, Hodder & Arnold/Oxford University Press, 2001 (traduit en turc).
- Population History of the Middle East and the Balkans, Istanbul, The Isis Press, 2002.
- Who Are the Turks? A Manual for Teachers, American Forum for Global Education, 2003.
- The Armenian Rebellion at Van, Salt Lake City, University of Utah Press, 2006 (avec Esat Arslan, Cemalettin Taşkıran et Ömer Turan ; traduit en turc).
- Turkey and the Turks, Washington, Turkish Cultural Foundation, 2010 (avec Carolyn McCarthy).
- The Turk in America. The Creation of an Enduring Prejudice, Salt Lake City, University of Utah Press, 2010 (traduit en turc).
- Sasun: The History of an 1890s Armenian Revolt, Salt Lake City, University of Utah Press, 2014 (avec Cemalettin Taşkıran et Ömer Turan).
- Turks and Armenians: Nationalism and Conflict in the Ottoman Empire, Madison (Wisconsin), Turko-Tatar Press, 2015.

## Contributions à des ouvrages collectifs
- « Nineteenth Century Egyptian Population », dans Elie Kedourie (dir.), Economics and Economic History of the Middle East, Londres, Routledge, 1977.
- « The Anatolian Armenians (1912-1922) », dans Armenians in the Ottoman Empire and Modern Turkey (1912-1926), Istanbul, Tasvir Press, 1984.
- « The Population of Ottoman Europe Before and After the Fall of the Ottoman Empire », dans Proceedings of the Third International Congress on the Social and Economic History of Turkey, Istanbul, The Isis Press, 1990.
- « Jewish Population in the Late Ottoman Period », dans Avigdor Levy (dir.), The Jews of the Ottoman Empire, Princeton, Darwin Press, 1994.
- « The Report of Niles and Sutherland », XI. Türk Tarih Kongresi, Ankara, TTK, 1994, tome V.
- « Ottoman Bosnia, 1800 to 1878 », dans Mark Pinson (dir.), The Muslims of Bosnia-Herzgovina, Harvard University Press, 1994.
- « Middle Eastern Population », dans The Encyclopedia of the Middle East, New York, Columbia University Press, tome III, 1998.
- « Population Change and the Creation of the Turkish Republic », dans Atatürk and Modern Turkey, Presses de l'université d'Ankara, 1998.
- « The Population of Ottoman Armenians », dans Türkkaya Ataöv (dir.), The Armenians in the Late Ottoman Period, Ankara, TBMM/TTK, 2001.
- « Wellington House and the Turks », dans The Turks, Ankara, Yeni Türkiye, 2002, tome IV.
- « Missionaries and the American Image of the Turks » dans Mustafa Aydın et Çağrı Erhan (dir.), Turkish-American Relations, Past, Present and Future, Londres-New York, Routledge, 2004.
- « Archival Sources Concerning Serb Rebellions in Bosnia 1875-76 », dans Markus Koller et Kemal H. Karpat (dir.), Ottoman Bosnia: A History in Peril, Madison, University of Wisonsin Press, 2004.
- « Palestinian Population », dans Philip Mattar (dir.), Encyclopedia of the Palestinians, New York, Facts on File, 2005.
- « The Demography of the 1877-78 Russo-Turkish War », dans Ömer Turan (dir.), The Ottoman-Russian War of 1877-78, Ankara, Middle East Technical University, 2007.
- « Muslim population movements and mortality », dans Erik-Jan Zürcher (dir.), Turkey in the Twentieth Century/La Turquie au vingtième siècle, Berlin, Klaus Schwarz Verlag, 2008.
- « Ignoring the People: The Effects of the Congress of Berlin », dans Hakan Yavuz et Peter Sluglett (dir.), War and Diplomacy. The Russo-Turkish War of 1877–1878 and the Treaty of Berlin, Salt Lake City, University of Utah Press, 2011.
- « Mustafa Kemal Atatürk: Without Him There Would Be No Turks », dans Atatürk Symposium, New York, Organisation des Nations unies, 2012.
- « Cilicia: A Missed Opportunity in World War I », dans Hakan Yavuz et Feroz Ahmad (dir.), War and Collapse. World War I and the Ottoman State, Salt Lake City, University of Utah Press, 2016.